# 埃爾金 (堪薩斯州)
埃爾金（Elgin）為美国堪薩斯州學托擴縣轄下的城市，鄰近堪薩斯州－奧克拉荷馬州边界。根據2010年美國人口普查，此城市人口有89人。

## 歷史
埃爾金設立於1869年。
此城市內的郵政局已於1976年裁撤。

## 地理
埃爾金坐落於北緯37度0分6秒、西經96度16分51秒（亦可表示為37.001608, -96.280703）處。根據美国人口调查局的資料，此城市總面積為0.52平方（0.20平方英里），全境皆為陸地。

## 人口統計
| 调查年                | 人口 | 备注   | %±     |
| --------------------- | ---- | ------ | ------ |
| 1880                  | 55   |        | —      |
| 1920                  | 600  |        | —      |
| 1930                  | 446  |        | −25.7% |
| 1940                  | 336  |        | −24.7% |
| 1950                  | 212  |        | −36.9% |
| 1960                  | 143  |        | −32.5% |
| 1970                  | 115  |        | −19.6% |
| 1980                  | 139  |        | 20.9%  |
| 1990                  | 118  |        | −15.1% |
| 2000                  | 82   |        | −30.5% |
| 2010                  | 89   |        | 8.5%   |
| 2014年估计            | 85   | [ 10 ] | −4.5%  |
| U.S. Decennial Census |      |        |        |

### 2010年普查
據2010年的人口普查，此城市人口有89人，戶數40戶，24個家庭。人口密度為171.8人/每平方公里（445.0人/每平方英里）。此城市有99棟住宅，平均每平方公里有110.0棟住宅。此城市居民之種族中，白人佔88.8%，美洲原住民佔3.4%，混血種族則佔7.9%。而西班牙裔或拉丁裔美國人佔此城市人口的1.1%。
此城市之戶籍數計有40戶。其中擁有18歲以下孩童的住戶佔22.5%；已婚夫婦且同居的住戶佔40.0%，住戶為未婚女性者佔10.0%；住戶為未婚男性者佔10.0%；住戶並非一個家庭的佔40.0%。獨居住戶佔全戶之37.5%，其中住戶為65歲或以上之獨居老人佔20%。每戶住戶平均成員人數為2.23人，每個家庭平均成員人數則是2.96人。
此城市居民之年齡中位數為44.5歲。以年齡層分類，年齡低於18歲者佔15.7%；年齡介在18歲至24歲之間者佔10.1%；年齡介在25歲至44歲之間者佔24.7%；年齡介在45歲至64歲之間者佔29.2%；年齡高於65歲者佔20.2%。男性佔全市人口之53.9%，女性則佔全市人口之46.1%。

### 2000年普查
據2000年人口普查，此城市人口有82人，戶數44戶，22個家庭。人口密度為166.6人/每平方公里（441.8人/每平方英里）。此城市有54棟住宅，平均每平方公里有109.7棟住宅。此城市居民之種族中，白人佔91.46%，美洲原住民則佔8.54%。
此城市之戶籍數計有44戶，其中擁有18歲以下孩童的住戶佔18.2%；已婚夫婦且同居的住戶佔36.4%，住戶為未婚女性者佔6.8%；住戶並非一個家庭的佔50.0%。獨居住戶佔全戶之50.0%，其中住戶為65歲或以上之獨居老人佔29.5%。每戶住戶平均成員人數為1.86人，每個家庭平均成員人數則是2.59人。
以年齡層分類，年齡低於18歲者佔22.0%；年齡介在18歲至24歲之間者佔3.7%；年齡介在25歲至44歲之間者佔17.1%；年齡介在45歲至64歲之間者佔26.8%；年齡高於65歲者佔30.5%。此城市居民之年齡中位數為52歲。性別比方面，每100名女性所對應的男性數為90.7名，如只計算18歲或以上的居民，則是每100名女性所對應的男性數為73.0名。
此城市每戶平均收入為14,500美元，每個家庭平均收入為21,563美元。男性平均收入21,250美元；女性平均收入14,583美元。此城市人均收入為9,993美元。此城市約有21.1%的家庭以及17.9%的居民低於貧窮門檻，其中65歲以上者佔20.7%。

## 知名人物
- 路易斯·F·伯恩斯（英语：Louis F. Burns），奧塞奇族，歷史學家和作家

## 外部連結
城市
- 埃爾金—公職人員名錄

學校
- USD 286（页面存档备份，存于），所在學區

相片
- 埃爾金相片集 （页面存档备份，存于）

地圖
- 埃爾金市地圖 （页面存档备份，存于），堪薩斯州運輸部